# Ivan Ladislav Galeta
Ivan Ladislav Galeta (Vinkovci, 9. svibnja 1947. – Zagreb, 7. siječnja 2014.), hrvatski multimedijalni umjetnik i filmski redatelj.

## Životopis
Godine 1969. diplomirao je likovnu umjetnost na Pedagoškoj akademiji u Zagrebu. Visoko stručno obrazovanje stekao je i na Filozofskom fakultetu u Zagrebu 1981. na kojem je diplomirao pedagogiju. Od 1977. do 1990. voditelj je Centra za multimedijalna istraživanja Studentskog centra u Zagrebu. Od Multimedijskog centra Studentskog centra stvorio je najjačeg prikazivača alternativnih filmskih i video programa u Hrvatskoj.
Osnivač je i urednik programa umjetičkog kina  "Filmoteke 16"  (1991. – 1994.). 1993. stručni je suradnik na Akademiji likovnih umjetnosti u Zagrebu na smjeru Multimedija. Docent postaje 1997., izvanredni profesor 2002., redoviti 2007.
Predlagatelj je i jedan od osnivača Odsjeka za animirani film i usmjerenja Multimediji na Akademiji likovnih umjetnosti u Zagrebu. Djelovao je na više područja audiovizualnih umjetnosti, a najpoznatiji je po eksperimentalnim filmovima te instalacijama, fotoinstalacijama i zvukovnim projektima. Glavna tema njegovih djela je začudna percepcija, i na njoj temeljena transcendentna duhovnost. 
U likovni svijet uključuje se tokom 60-tih godina u okviru takozvane "nove umjetničke prakse". Bavi se eksperimentalnim filmom putem kojeg istražuje filmski prostor i vrijeme projekcije.
Sustavno proučavanje cjelovitosti i samoopstojnosti životnoga prostora, kao i stvaralaštva Jamesa Joycea, osnova su rada pod radnim nazivom ENDART, započetog 1968. godine. Filmom i videom autorski se bavi od 1968. istražujući filmski prostor i vrijeme projekcije. Galeta je npravio niz scenarija koje je razvio u samodostatnu umjetničku formu. Filmove snima od 1969, a videoradove od 1975. godine. Od 1973. izlaže objekte-instalacije, fotografije-instalacije, prezentacije proširenog filma, video i televizijska djela, tekstove, zvučne instalacije, ambijentalne intervencije, ekološke projekte i akcije. Od sredine 90-ih usvaja ekološko-umjetničku orijentaciju, uza što vezuje reference na Henry David Thoreaua, Karela Čapeka, Masanobu Fukuoku, Billa Mollisona, Jamesa Joycea, Bélu Hamvasa, Claudea Moneta i druge. 
Dostupnošću interneta široj javnosti, Galeta se okrenuo istraživanju mogućnosti interneta.
Od 2013. predavao je na Medijskom sveučilištu u Koprivnici kao redoviti profesor u trajnom zvanju. Inicijator je uvođenja studija novih medija (2000.) te studija animiranog filma i novih medija (2004.) na istoj Akademiji.
Galeta je zamolio Lászla Bekea da mu o njegovom filmu Water Pulu napiše haiku, što je Beke i napravio. Za film Water Pulu Galeta je uzeo za predložak svog rada vaterpolo utakmicu između Koreje i Francuske. Galetin film sfaĩra 1985-1895 (1971/1984) je u hrvatskom kontekstu epohalni eksperimentalni filmski rad. Posvećen je sjećanju na Odiseju u svemiru 2001. U Clarkeovu i Kubrickovu ostvarenju nailazimo na monolit, predmet beskrajne nedokučivosti i udivljenja smrtnika, za stvaratelja ovoga filma čuvena Kožarićeva kugla postaje ironijskim surogatom mističnoga monolita. Galetina Dva vremena u jednom prostoru jedno je od antologijskih djela hrvatskog eksperimentalnog filma. Nastalo u kontekstu Galetinih istraživanja ideja proširenog filma.

## Filmografija
Snimio je filmove:
- Metanoia (1969.)
- Prst (1969.)
- Sjećanje na Odiseju u svemiru 2001. (1971.)
- Filmovi 1-10 (1975. – 1980.)
- Napred-natrag: klavir (1977.)
- Dva vremena u jednom prostoru (1976./78.)
- PiRaMidas (1972. – 1984.)
- sfaĩra 1985. – 1895. (1984.)
- Water Pulu 1869. – 1896. (1987.)
- Wal(l)zen (1989.)
- Endart No 1 (2000.)

## Videografija
- TV ping-pong (1975./78.)
- Media Game 1 (1978.)
- Drop (1979.)
- Railway station – Amsterdam (1979.)
- Lijnbaangracht Centrum (1979.)
- No 1, 2,3,4 (1979.)
- Post Card (1983.)
- Pismo / Letter (1995.)
- Endart No 1 (2000.)
- Endart No 2 (2001.)
- Endart No 3 (2003.)
- Endart No 4 (2004.)

## Nagrade
Izvrstan Galetin rad prepoznale su svjetske galerije i muzeji koji su otkupili njegova djela. Nalaze se u Muzeju suvremene umjetnosti u Zagrebu, Centru Georges Pompidou u Parizu, Oberhausenu, Avignonu, Hrvatskom filmskom savezu i dr.
Filmovi su mu prikazivani na prestižnim filmskim i umjetničkim manifestacijama i festivalima eksperimentalnog filma. Dobitnik je više nacionalnih i međunarodnih priznanja. Dobio je među ostalim:
- 1988. godišnju republičku nagradu za film “Vladimir Nazor” (Water Pulu 1869 1896)
- 1999. visoko odličje Chevalier de l’ordre des Arts et des Lettres Ministarstva kulture i komunikacije Republike Francuske
- 2012. državnu nagradu “Vladimir Nazor” za životno djelo u području likovne i primijenjene umjetnosti.[6]

## Vanjske poveznice
- 25fps PiRaMidas 1972-1984
- Hrvatski radio  Arhivirana inačica izvorne stranice od 7. prosinca 2019. (Wayback Machine)